# El Hadjar
Pour les articles homonymes, voir Hadjar.
El Hadjar est une commune de la wilaya d'Annaba en Algérie.

## Géographie
La commune d'El Hadjar est située au sud de la wilaya d'Annaba.
|                    | El Bouni  |                                     |
| Cheurfa, Sidi Amar | El Hadjar | Chebaita Mokhtar (Wilaya d'El Tarf) |
|                    | Aïn Berda |                                     |

## Toponymie
Le nom de la ville provient de l'article « ال » (« le / la ») et « حجار » (hadjar) « pierre ».

## Histoire
El Hadjar était à l'origine, un village colonial nommé Duzerville (issu du nom du général Louis d'Uuzer ou Duzer) qui fut créé par l'arrêté du 12 février 1845 , au lieu dit: Bouzaroura " ou " Gahmoussaïa, près du pont de Constantine, sur la Meboudja. Les premiers habitants, au nombre de 31 Arabes, 109 Français et 146 étrangers, exercent l’industrie du roulage. Le Général d'Uzer fut le premier Commandant de la Subdivision de Bône de 1832 à 1836, et le premier colon français aussi de la plaine de Bône, puisqu'à sa retraite, un an plus tard, il revint se fixer dans le Pays .Il acquit, en effet, de grandes étendues de terre allant de Bône jusqu'aux parages de Duzerville, terres qu'il mit immédiatement en valeur en utilisant la main d'œuvre composés des militaires installés dans la région. En peu de temps, les marécages qui s'étendaient là, disparurent, remplacés par des jardins. Il exploita lui-même sa ferme. Il mourut en 1842, à Bône (11, rue Royale). Le général d'Uzer paya lui-même de sa personne et de ses deniers en participant à la reconstitution agricole de la région. Ce centre a pris par la suite une extension considérable. 
Dès 1900 la prospérité du village est réelle. Une vingtaine de fermes sont disséminées autour de Duzerville.
Dans le cadre du plan de Constantine (1959) il est planifié un développement considérable de la région axé sur l’industrialisation. Une véritable ville ouvrière est construite avec la création du complexe sidérurgique d'El-Hadjar. Cette usine a donné naissance à une petite cité ouvrière Sidi Amar.

## Démographie
El Hadjar est la quatrième commune la plus peuplée de la wilaya d'Annaba après Annaba, El Bouni et Sidi Amar, selon le recensement général de la population et de l'habitat de 2008, la population de la commune d'El Hadjar est évaluée à 37 364 habitants contre 21 918 en 1987:
| 1987   | 1998   | 2008   |
| ------ | ------ | ------ |
| 21 918 | 33 825 | 37 364 |

## Économie
L'économie de la ville est essentiellement basée sur l'activité du complexe sidérurgique d'El Hadjar exploité par ArcelorMittal mais sous le contrôle de l'État algérien après sa prise de participation majoritaire, en octobre 2013, dans le capital.

## Personnalités liées à la commune
- Mohamed Tayeb Ghimouz (1974-), footballeur algérien.